# Ben McKee
Benjamin Arthur "Ben" McKee (nascido 7 de abril de 1985), é um músico americano mais conhecido por ser o baixista da banda de indie rock Imagine Dragons.

## Biografia e carreira
McKee nasceu em Forestville, Califórnia, e se formou El Molino High School. Ele cresceu tocando violão e violino, antes de tocar baixo acústico na quinta série. No ensino médio, ele continuou a aprender baixo como um membro de um trio de jazz, o que influenciou sua decisão de assistir a Berklee College of Music. Enquanto na Berklee, McKee tocou em um conjunto de desempenho de guitarra com os futuros companheiros de banda do Imagine Dragons, Wayne Sermon e Daniel Platzman. Em 2008, McKee foi convidado por Wayne, para se juntar ao Imagine Dragons, fora de Las Vegas. McKee caiu fora de seu último semestre na Berklee para entrar na banda, convidando Daniel Platzman para tocar bateria, completando a formação. A banda mudou-se para Las Vegas realizando e aperfeiçoando seu ofício quase todas as noites. A banda começou a ganhar vários prêmios locais, incluindo "Best CD of 2011" (Vegas SEVEN), "Best Local Indie Band 2010" (Las Vegas Weekly), "Las Vegas' Newest Must See Live Act" (Las Vegas CityLife) e mais, isso enviou a banda em uma trajetória positiva. Em novembro de 2011 eles assinaram com a Interscope Records e começaram a trabalhar com o produtor Alex da Kid.

## Controvérsias
Nos primeiros anos da banda, McKee foi preso no Las Vegas Strip por nudez pública, antes de abrir para a banda australiana The Temper Trap. O colega de banda de McKee, Dan Reynolds socorreu-lo na cadeia 15 minutos mais tarde, subornando o centro de detenção Super Sheriff com uma cópia assinada de um dos seus EPs. McKee falou sobre sua prisão em uma entrevista de 2015, com quadro de avisos afirmando: "Houve algumas más escolhas que foram feitas. Vegas é um lugar louco."

## Equipamento

### Baixos e guitarras
- McKee joga quase exclusivamente guitarras Sadowsky, contudo, você pode vê-lo tocar baixos, como um Mike Lull personalizado T-4, bem como Stambaugh musicais Designs'  "Fossil" and custom designs.[9]